# ماتا د سائو خوآ
ماتا د سائو خوآ (به پرتغالی: Mata de São João) یک سکونتگاه مسکونی در برزیل است که در باهیا واقع شده‌است.